# 昆山市
昆山市在中华人民共和国江苏省东南部，邻接上海市，是江苏省的一个直管县级市，行政上由苏州市代管。昆山历史悠久，文化底蕴深厚，江南水乡周庄即位于昆山境内。昆山经济高度发达，自2005年来连续十六年位居中国百强县榜首。市人民政府駐前进中路108号。区域总面积931.5平方公里。
昆山市自秦代置县以来已有2200多年，是“百戏之祖”昆曲的发源地。昆山市曾于2010年获得联合国人居奖，被评为首批“国家生态园林城市”。

## 历史
秦代设娄县。南朝梁改昆山县，以当时境内的小昆山（现位于上海市松江区小昆山镇）而得名；元代曾升为昆山州，明代复降为县；清代因为人口众多，税收任务繁重，分为昆山和新阳兩县；民国初年又重新合并，属江苏省沪海道。1949年5月昆山解放，属华东军政委员会苏南苏州行政区专员专署。

## 人口
根据第七次全国人口普查数据显示，截至2020年11月1日零时，昆山市常住人口为2,092,496人，比2010年增加44.76万人，年均增长2.44%。城镇常住人口165.22万人，全市常住人口城镇化率为78.96%，比2010年提升10.95个百分点。2022年年末户籍总人口120.39万人，出生人口1.07万人，死亡人口0.56万人，户籍人口自然增长率为4.35‰。

## 地理
昆山位于东经120°48′21″~121°09′04″、北纬31°06′ 34 ″~31°32′36之间，东面和东南面毗邻上海市嘉定区及青浦区，西面毗邻苏州市园区、吴中区及相城区，北面和东北面毗邻常熟市和太仓市，西南面与苏州市吴江区接壤。东西最大直线距离33公里，南北48公里，总面积931平方公里，其中超过24%是水面。
昆山地处太湖平原。全境地势低平，河湖众多，吴淞江、娄江横穿东西。主要湖泊有西北部的阳澄湖，南部的淀山湖、澄湖、傀儡湖。其中阳澄湖是中国最著名的淡水螃蟹产地。

### 气候
昆山地处热带南部季风，属亚热带气候区。年平均气温 17.5.8；年平均降水量1127.5毫米，年平均日照时间1975.5小时。。
| 昆山市，1981年–2010年                                                 | 昆山市，1981年–2010年 | 昆山市，1981年–2010年 | 昆山市，1981年–2010年 | 昆山市，1981年–2010年 | 昆山市，1981年–2010年 | 昆山市，1981年–2010年 | 昆山市，1981年–2010年 | 昆山市，1981年–2010年 | 昆山市，1981年–2010年 | 昆山市，1981年–2010年 | 昆山市，1981年–2010年 | 昆山市，1981年–2010年 | 昆山市，1981年–2010年 |
| 月份                                                                  | 1月                   | 2月                   | 3月                   | 4月                   | 5月                   | 6月                   | 7月                   | 8月                   | 9月                   | 10月                  | 11月                  | 12月                  | 全年                  |
| --------------------------------------------------------------------- | --------------------- | --------------------- | --------------------- | --------------------- | --------------------- | --------------------- | --------------------- | --------------------- | --------------------- | --------------------- | --------------------- | --------------------- | --------------------- |
| 平均高温 °C（°F）                                                     | 7.7 (45.9)            | 9.6 (49.3)            | 13.6 (56.5)           | 19.6 (67.3)           | 25.2 (77.4)           | 28.3 (82.9)           | 32 (90)               | 31.4 (88.5)           | 27.5 (81.5)           | 22.8 (73.0)           | 16.9 (62.4)           | 10.5 (50.9)           | 19.9 (67.8)           |
| 日均气温 °C（°F）                                                     | 3.7 (38.7)            | 5.4 (41.7)            | 9.2 (48.6)            | 14.8 (58.6)           | 20.3 (68.5)           | 24.2 (75.6)           | 28.2 (82.8)           | 27.6 (81.7)           | 23.5 (74.3)           | 18.2 (64.8)           | 12.4 (54.3)           | 6.1 (43.0)            | 15.8 (60.4)           |
| 平均低温 °C（°F）                                                     | 0.6 (33.1)            | 2.2 (36.0)            | 5.7 (42.3)            | 10.8 (51.4)           | 16.3 (61.3)           | 21 (70)               | 25.2 (77.4)           | 24.7 (76.5)           | 20.3 (68.5)           | 14.5 (58.1)           | 8.7 (47.7)            | 2.7 (36.9)            | 12.5 (54.5)           |
| 平均降水量 mm（）                                                     | 59.6 (2.35)           | 57.5 (2.26)           | 91.9 (3.62)           | 77.4 (3.05)           | 97.5 (3.84)           | 172.1 (6.78)          | 158.9 (6.26)          | 162.3 (6.39)          | 104.1 (4.10)          | 58 (2.3)              | 53.1 (2.09)           | 35.1 (1.38)           | 1,127.5 (44.42)       |
| 月均日照時數                                                          | 136.4                 | 118.7                 | 139.5                 | 153.0                 | 173.6                 | 162.0                 | 232.5                 | 241.8                 | 162.0                 | 161.2                 | 150.0                 | 148.8                 | 1,979.5               |
| 来源：. 国家气象信息中心. [2019-04-04]. （原始内容存档于2018-09-05）. |                       |                       |                       |                       |                       |                       |                       |                       |                       |                       |                       |                       |                       |

## 经济

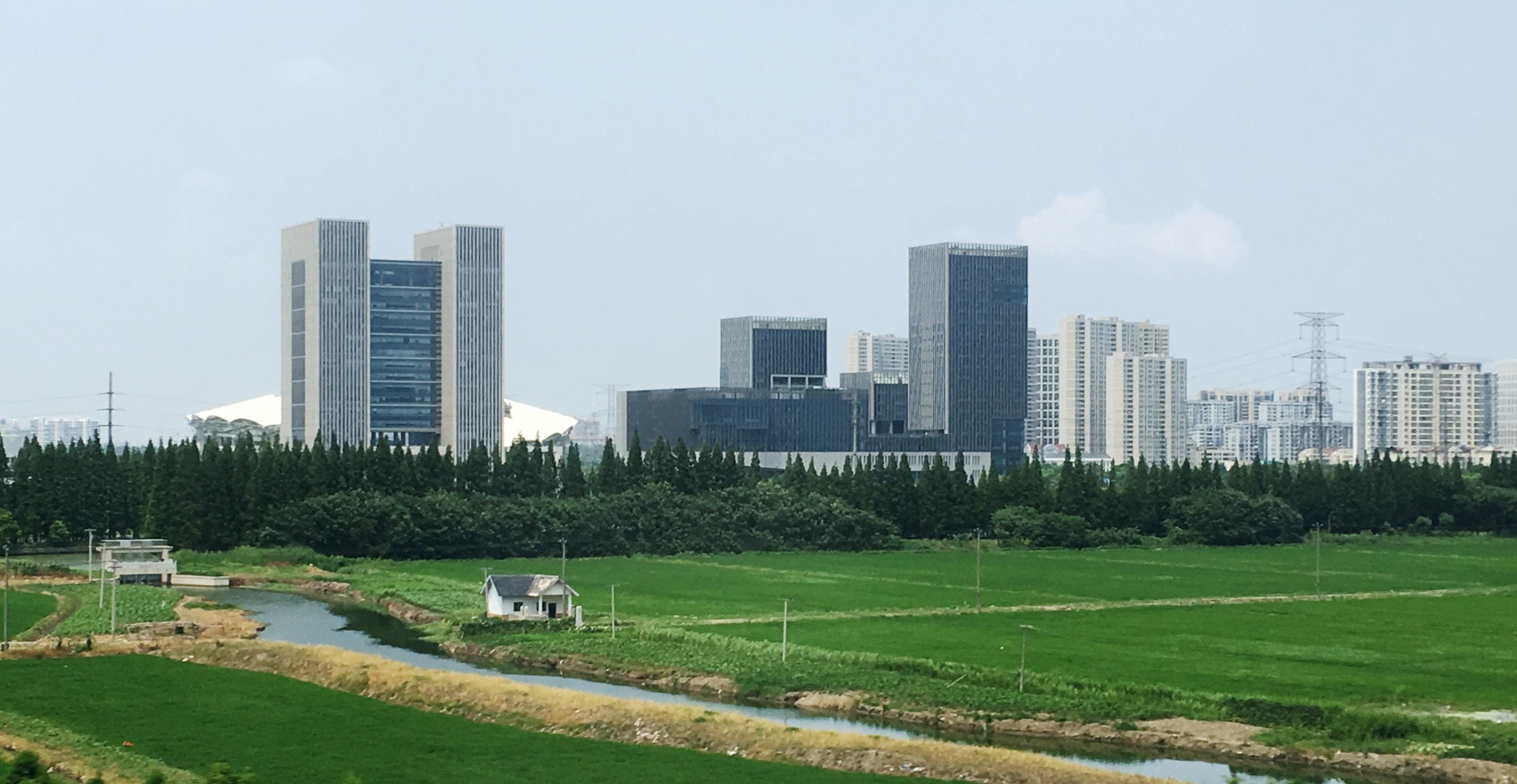
城市天际线

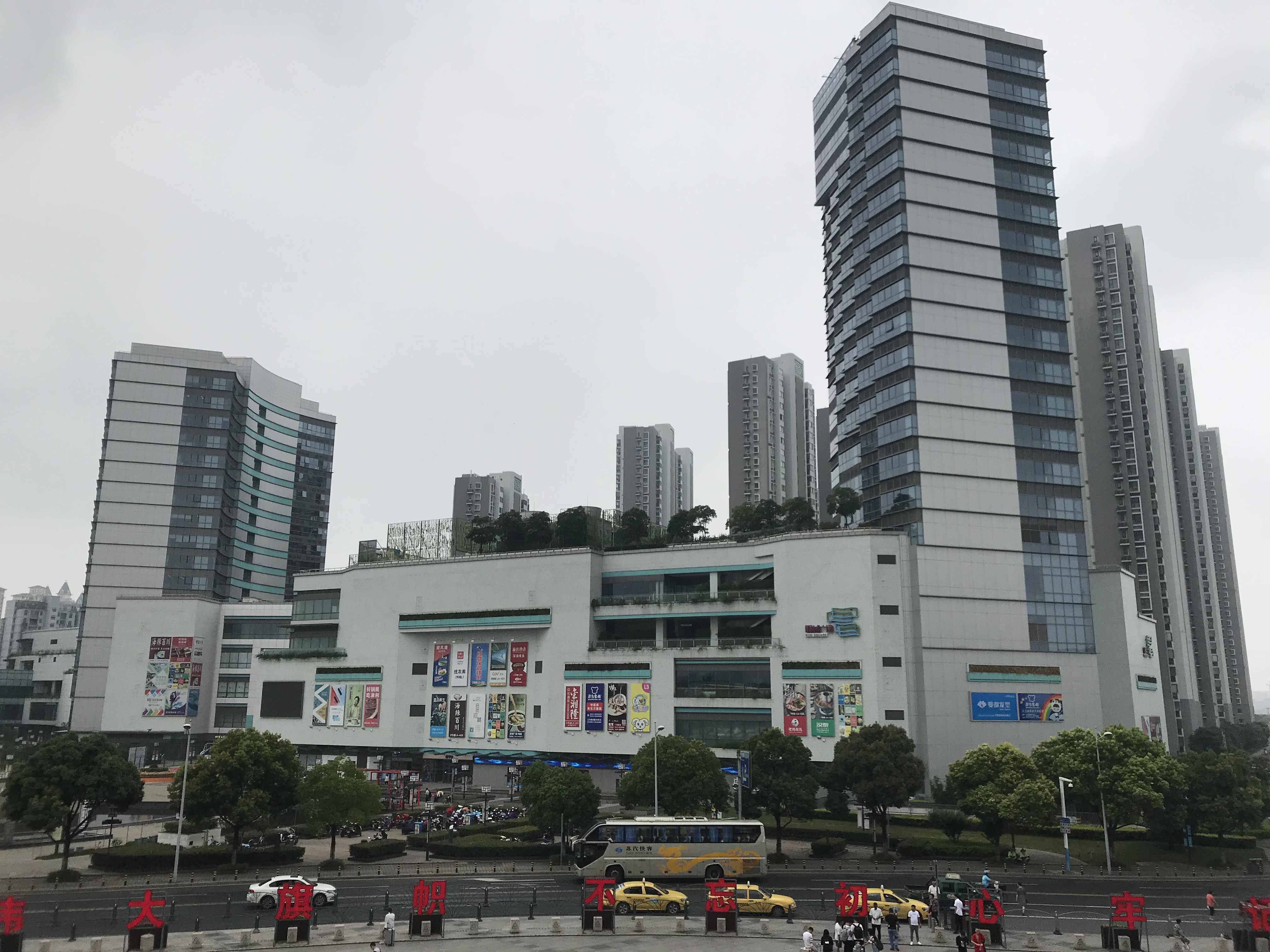
昆城广场

昆山东面毗邻上海，有京沪铁路横贯。经济发达，2018年GDP为3,875亿元，超过国内近一半的省会城市全市GDP，是中国第一个人均国民生产总值突破20,000美元的县级城市，2004年至2018年连续十四年位列中国百强县的第一位。因为临近上海，境内设立的国家级的经济技术开发区自1990年代以来吸引了大量的台资和外资企业投资建厂，其中较知名的有台展集團、南寶樹脂、唯君電子、捷安特自行車、威京集團、日月光集團、富士康科技集團、正文科技集團、统一企业、南亚电子、仁宝电脑、欣兴电子、纬创资通、神達電腦、正崴科技、禧玛诺、科迪制冷设备、伦飞电脑、蓝天电脑、今皓集團、和碩聯合科技等。由于长驻昆山經商和工作的臺湾人眾多，故當地有“小台北”的外号。
2015年，昆山市完成地区生产总值3,080亿元，工业总产值9,000.3亿元，服务业增加值1,355亿元，地方公共财政预算收入284.8亿元，实际利用外资11.01亿美元，新增注册内资260亿元，实现进出口总额834.5亿美元，其中出口538亿美元，全社会固定资产投资810.6亿元，社会消费品零售总额708.5亿元，城镇居民人均可支配收入42,755元，农村居民人均纯收入25,978元。
2016年，有報道指富士康在崑山的工廠改用機械人技術後，員工人數從11萬人減至5萬人。
农业以粮食生产为主，特产有奧灶麵、周庄万三蹄、周市爊鸭和正仪青团子等。

## 政治

### 政治结构
昆山市是苏州市代管的一个县级市，江苏省试点省直管县级市之一。市委书记周伟，市长陈丽艳。中国共产党昆山市委员会、昆山市人民政府、昆山市人民代表大会常务委员会和中国人民政治协商会议昆山市委员会驻昆山市前进中路108号。
| 机构     | · 中国共产党 · 昆山市委员会 · 书记 | 昆山市人民代表大会 常务委员会 主任 | 昆山市人民政府 市长 | · 中国人民政治协商会议 · 昆山市委员会 · 主席 |
| -------- | ---------------------------------- | ---------------------------------- | ------------------- | -------------------------------------------- |
| 姓名     | 周伟                               | 张月林                             | 陈丽艳（女）        | 冯仁新                                       |
| 民族     | 汉族                               | 汉族                               | 汉族                | 汉族                                         |
| 籍贯     | 江苏省张家港市                     | 江苏省昆山市                       | 江苏省宜兴市        | 江苏省昆山市                                 |
| 出生日期 | 1974年7月（50歲）                  | 1964年1月（61歲）                  | 1978年8月（46歲）   | 1959年1月（66歲）                            |
| 就任日期 | 2021年9月                          | 2021年1月                          | 2020年12月          | 2015年2月                                    |

## 行政区划
昆山市下辖11个镇：
玉山镇、巴城镇、周市镇、陆家镇、花桥镇、淀山湖镇、张浦镇、周庄镇、千灯镇、锦溪镇和昆山经济技术开发区。

## 交通

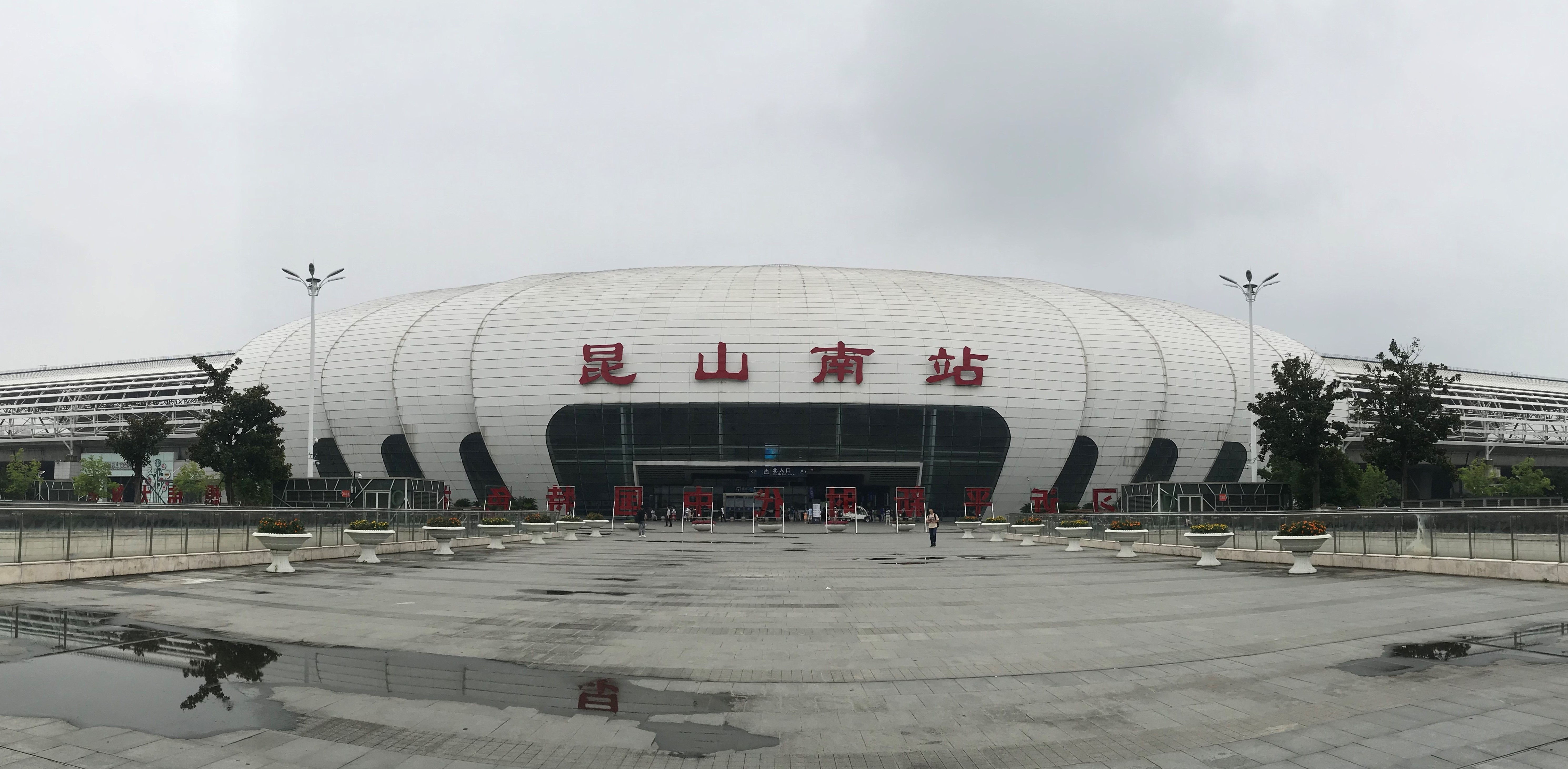
昆山南站

### 铁路
京沪铁路、沪宁高速铁路、京沪高速铁路经过昆山市，设有昆山站、昆山南站、阳澄湖站、花桥站等车站。从昆山南站前往上海的高铁只需要20分钟左右。

### 城市轨道交通
2023年6月，据中华人民共和国交通运输部数据，昆山共运营城市轨道交通2条线，运营里程43公里。
- 上海轨道交通11号线中的花桥站、光明路站、兆丰路站位于江苏省苏州市昆山市花桥镇，并由昆山市轨道交通投资发展有限公司完成建设。上海地铁11号线也是中国大陆第一个跨省轨道交通线路。
- 苏州轨道交通11号线横穿昆山大部，终到花桥镇，与上海轨道交通11号线于花桥站与苏州轨道交通3号线的唯亭站换乘。

### 公路
- 国道： 312国道过境。
- 省道：S339、S224
- 城市快速路：昆山拥有自己的中环快速路，并有黄浦江路南段、震川西路等高架项目在建。

### 公共交通
昆山市目前市有多条公交线路，包括跨区域线路、区域线路、高峰线、夜间线和毗邻线路等，遍布昆山市的各个区域，同时可连接上海市、常熟市、苏州工业园区、太仓市等其他行政区域。

## 教育

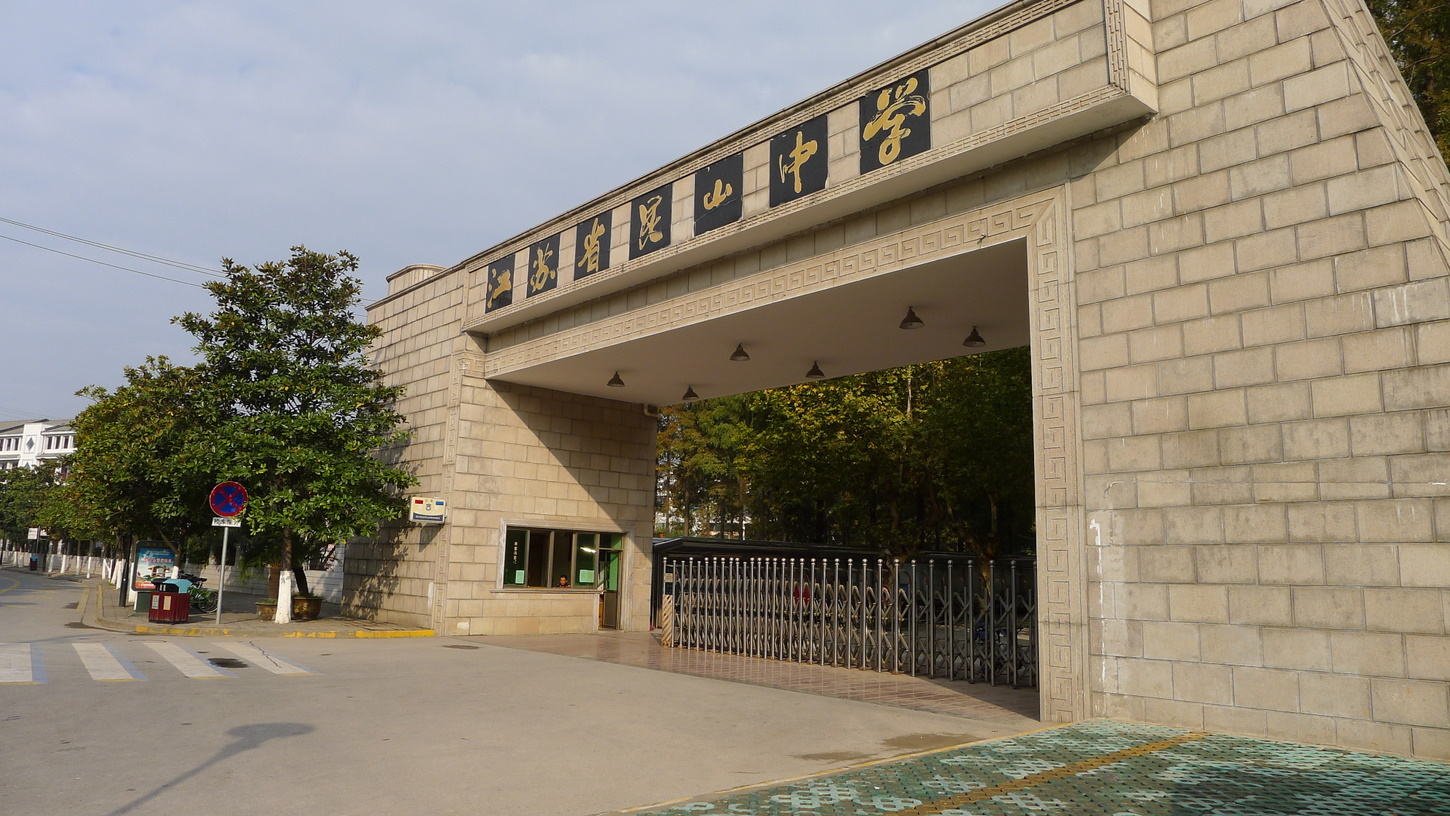
江苏省昆山中学

昆山杜克大学校区

- 昆山市巴城高级中学
- 昆山杜克大学
- 江苏省昆山中学
- 江苏震川高级中学
- 華東台商子女學校[24]
- 华东康桥国际学校
- 硅湖职业技术学院
- 蘇州大學應用技術學院

## 文化和旅游

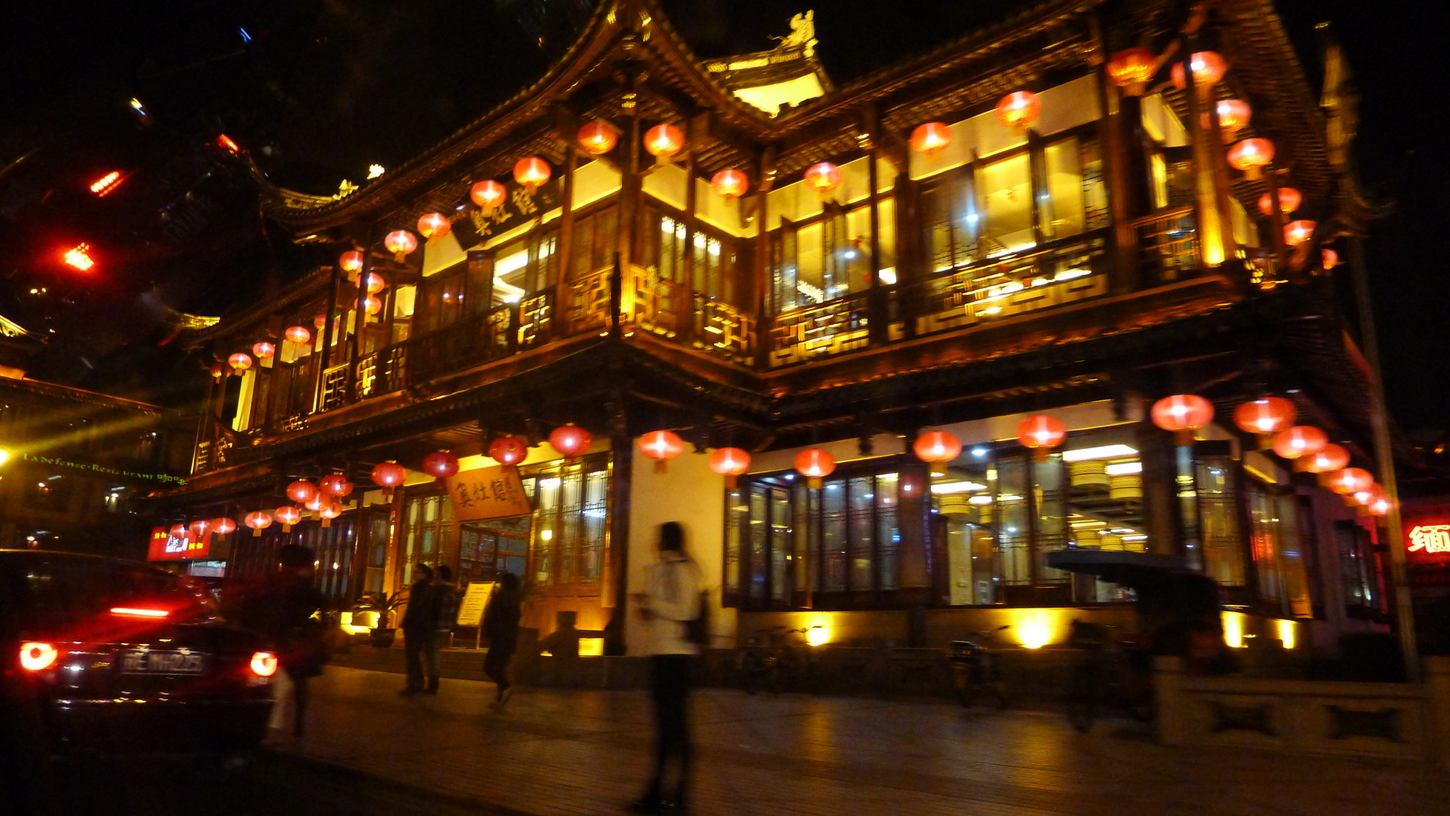
昆山奥灶馆夜景

位于市境南部淀山湖畔的中国历史文化名镇周庄镇是典型的江南水乡古镇，因画家陈逸飞描绘此处风情的画作而蜚声中外。小镇上既有小桥流水，又有深宅大院，吸引了大批游客来此。但近年来，由于旅游开发中的商业气息过于浓厚，也引来了不少争议。目前，锦溪镇、千灯镇近来年旅游开发提速，均以水乡人文特色为重点，借用深厚的文化底蕴，吸引了各地游客。
阳澄湖东岸的巴城镇则以阳澄湖度假区为依托，休闲度假产业发展迅猛。
- 中国历史文化名镇：周庄镇（第一批）、千灯镇（第三批）、锦溪镇（第四批）、巴城镇（第七批）

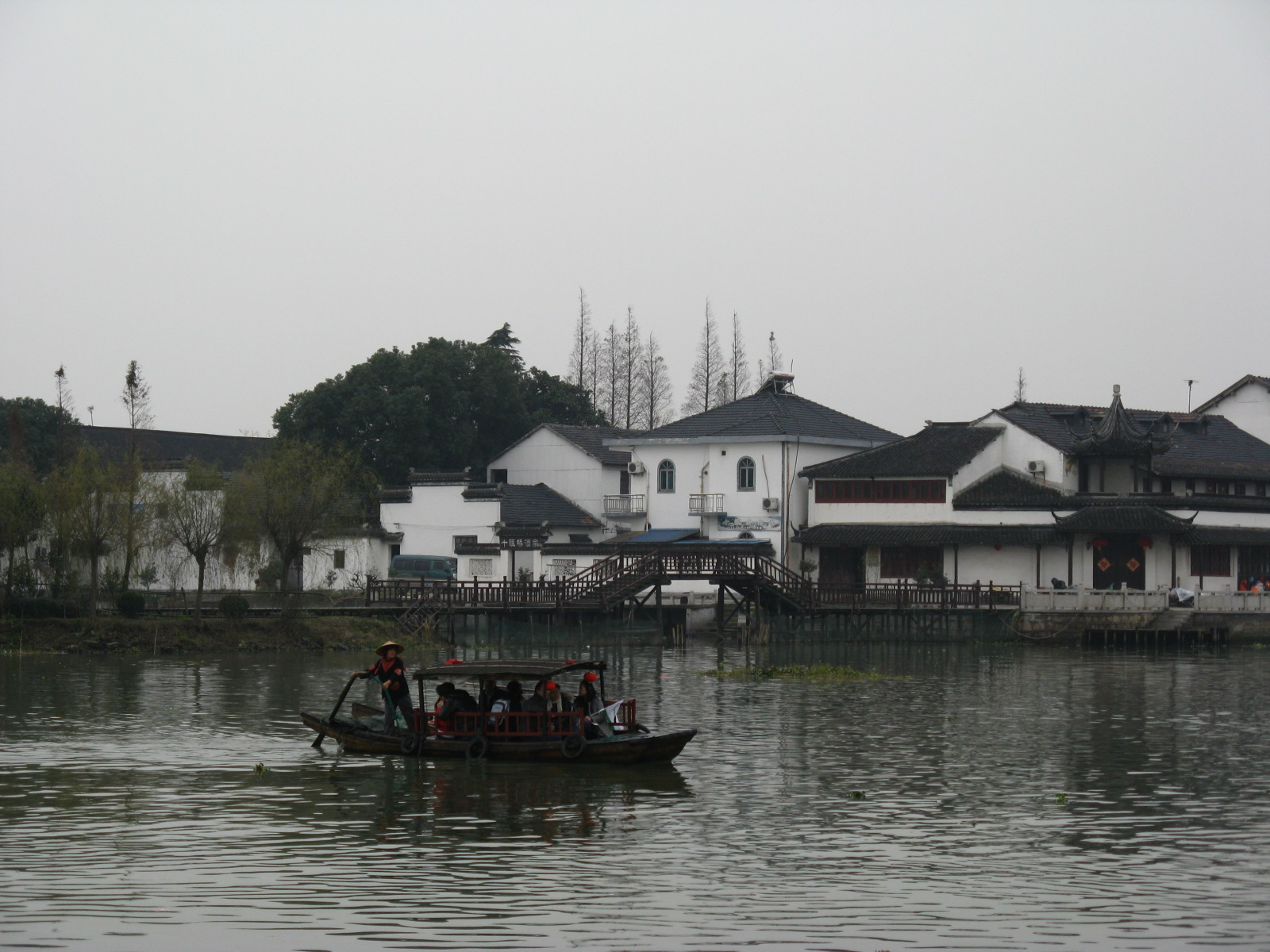
锦溪古镇风景一角
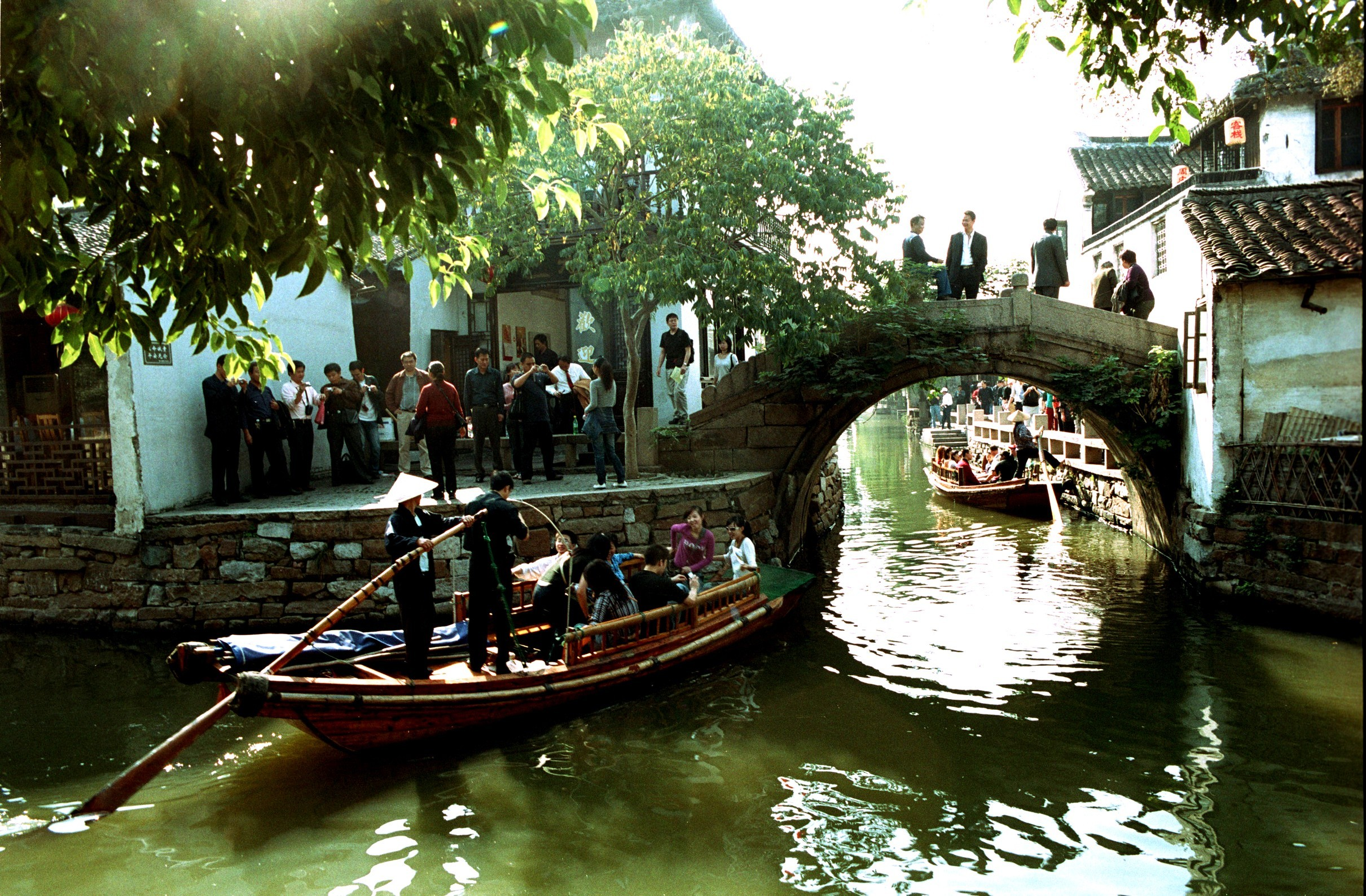
周庄小桥流水
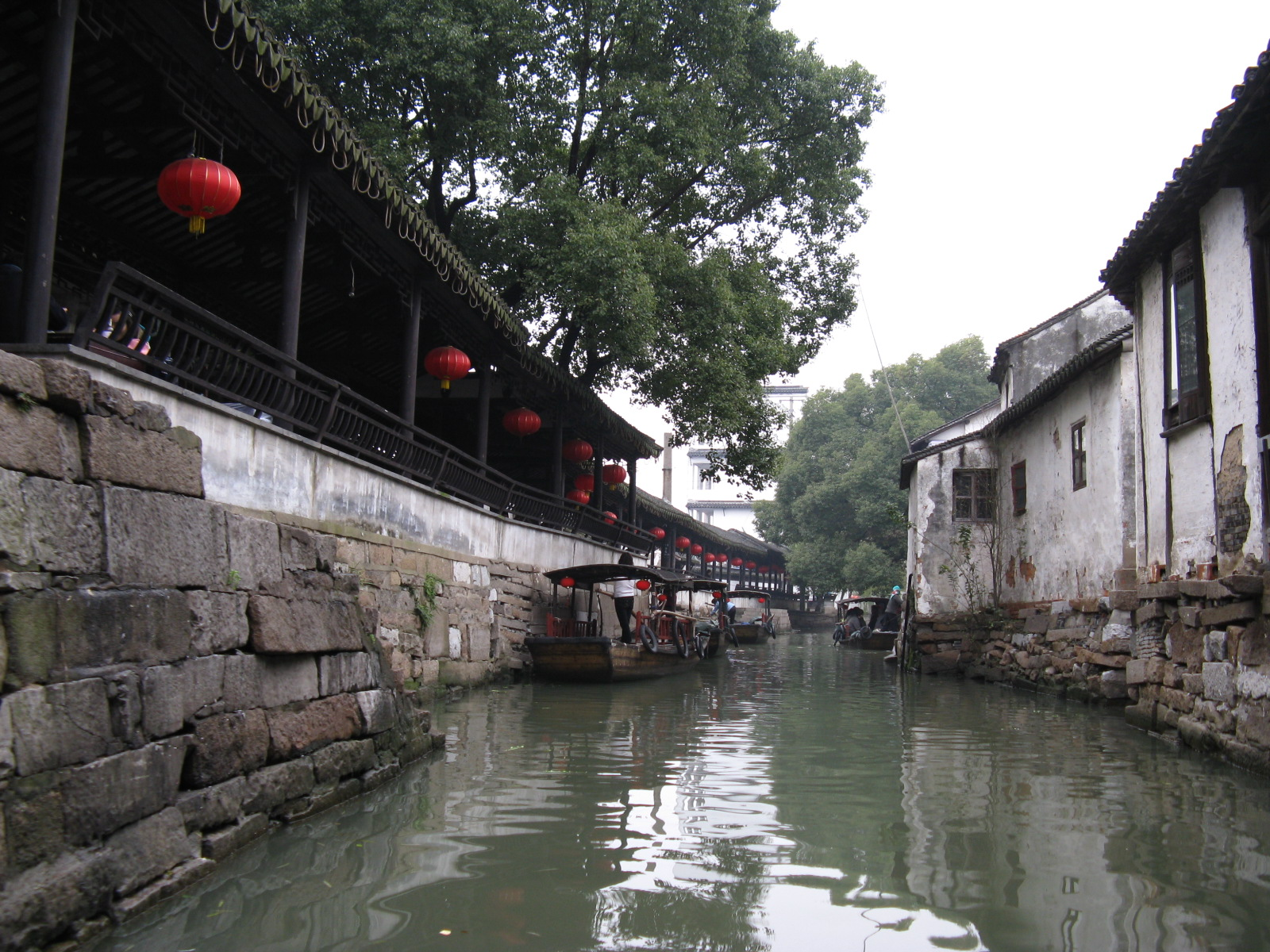
锦溪镇
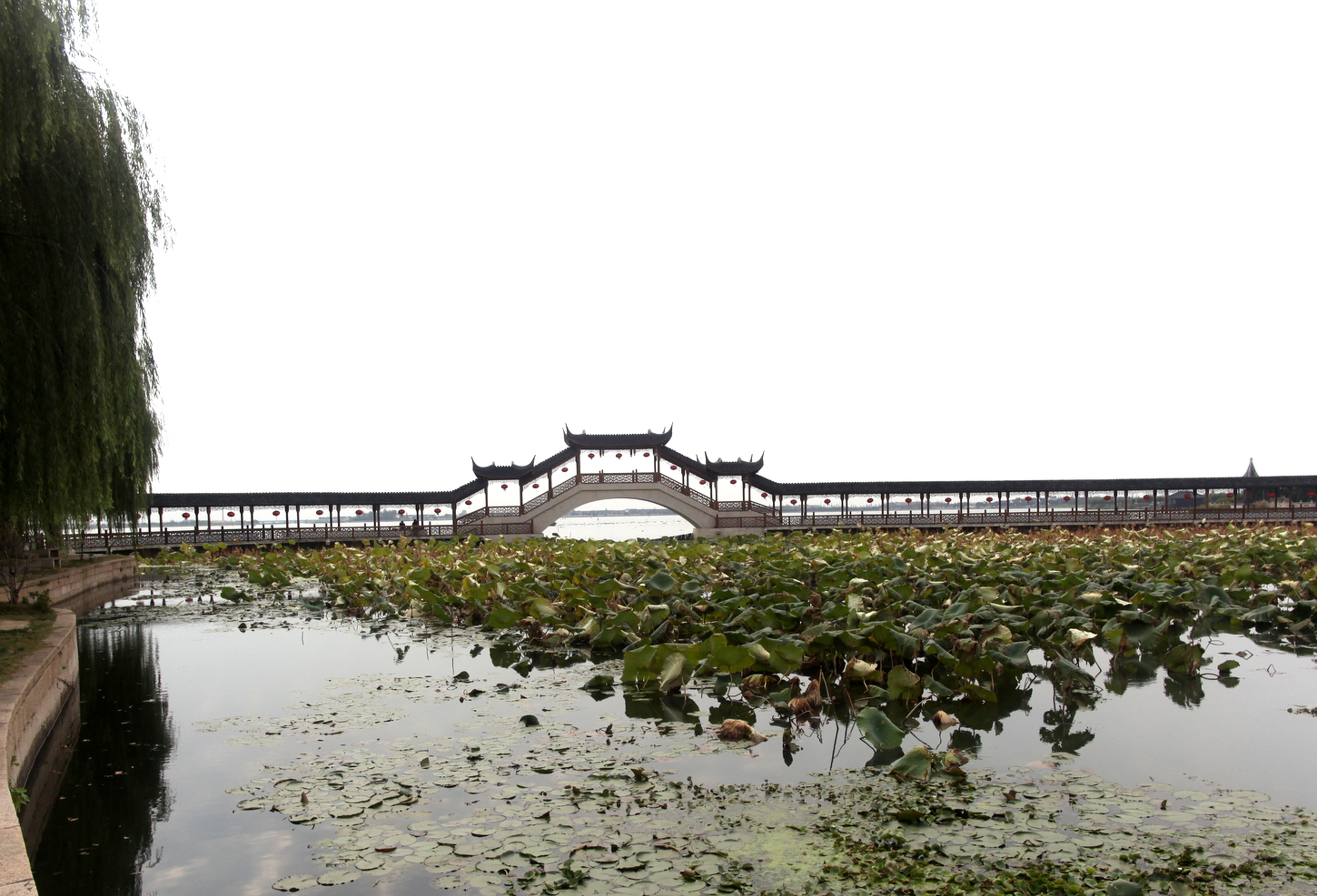
锦溪廊桥
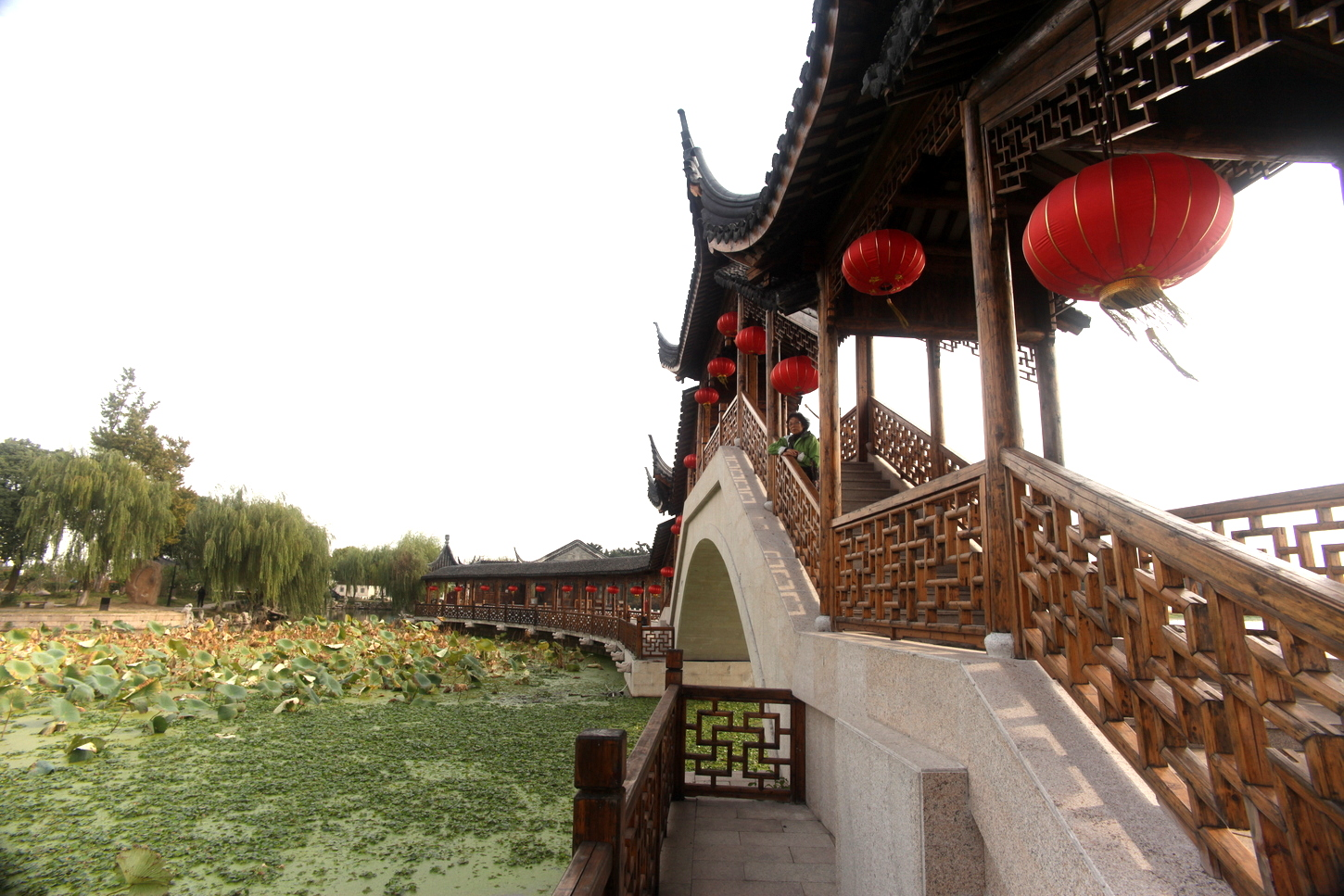
锦溪廊桥
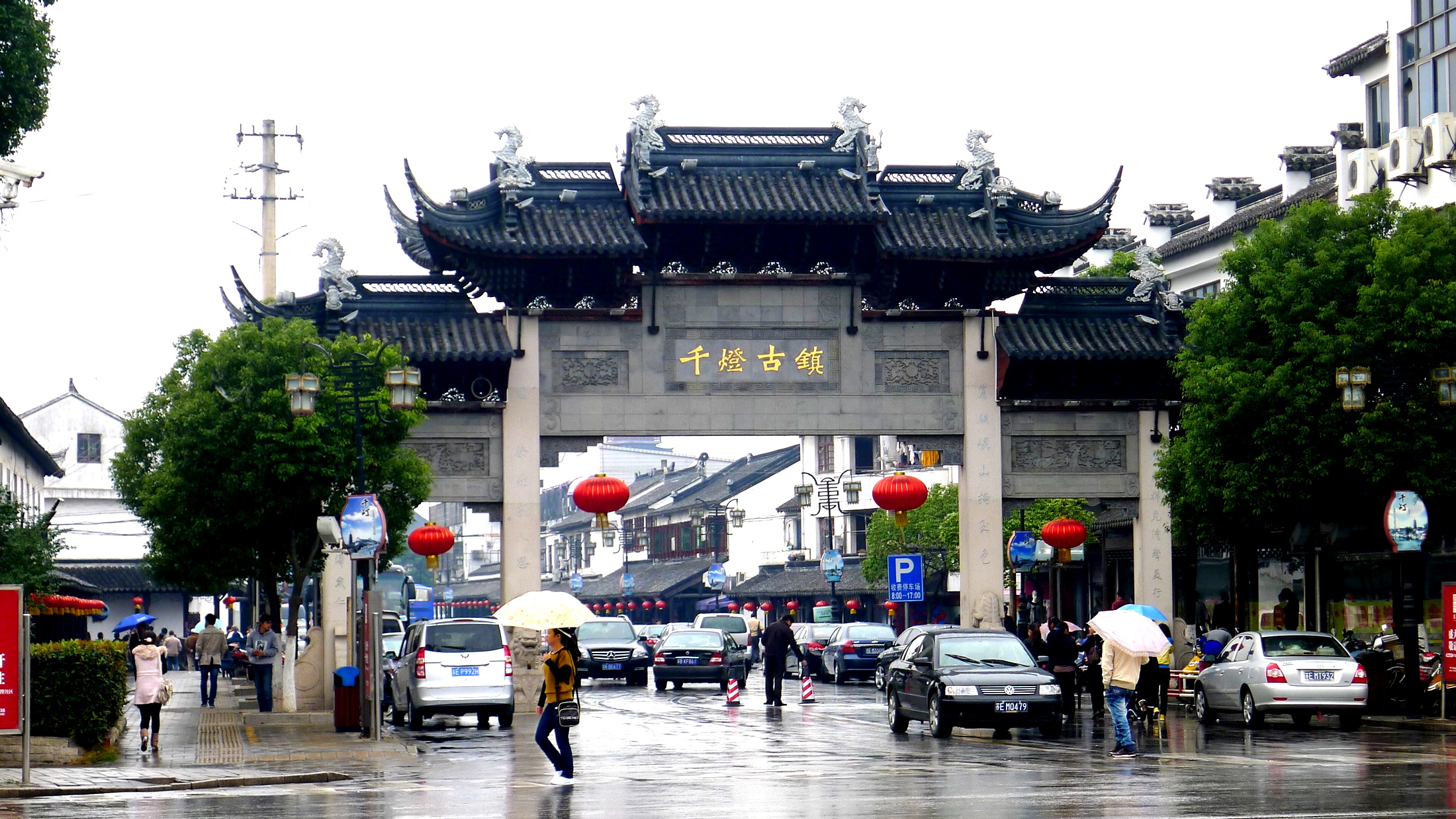
千灯古镇
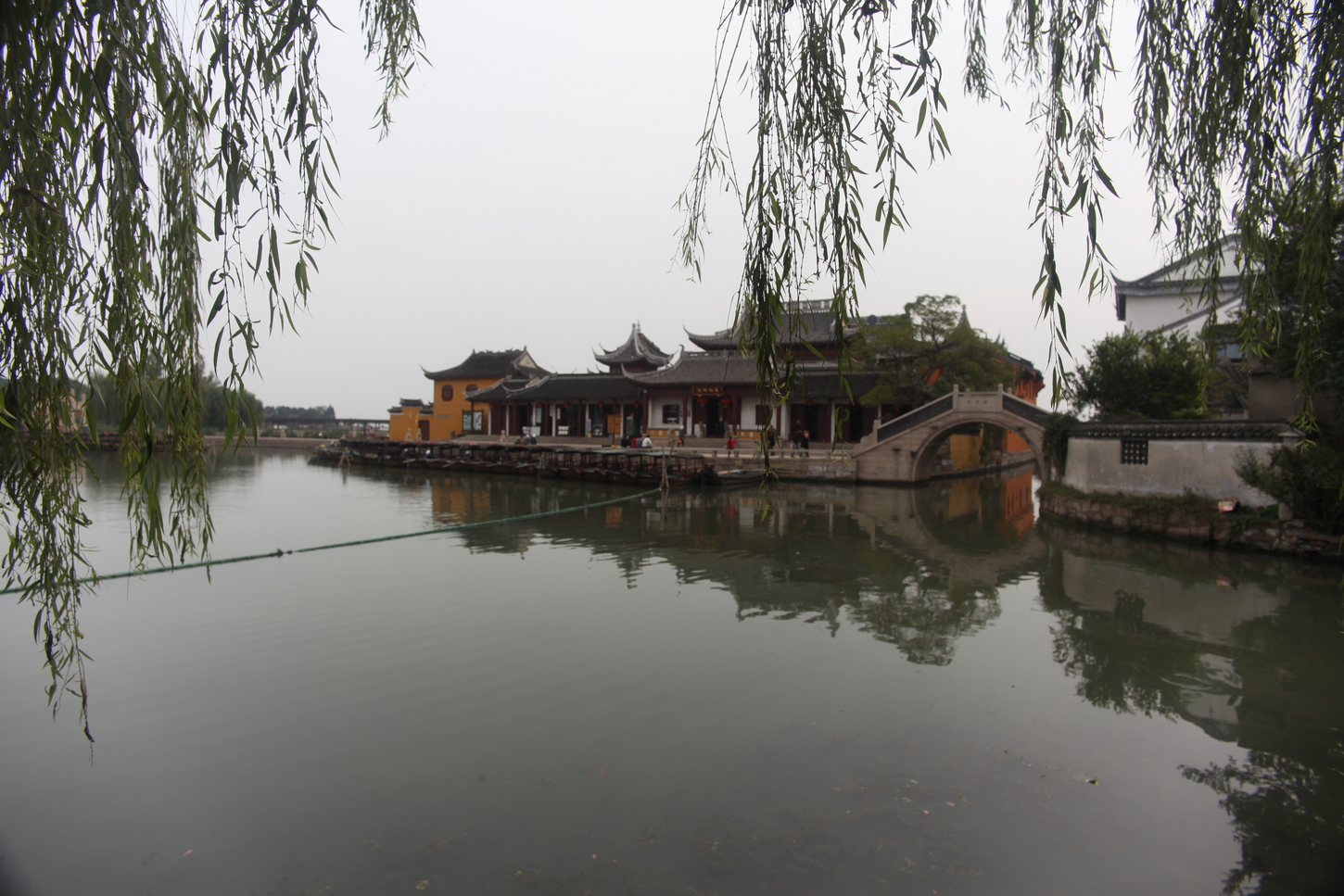
锦溪莲池禅院

## 友好城市
| 友好城市名称 | 国家     |
| 維亞雷焦     | 義大利   |
| 北帕莫斯顿   | 新西兰   |
| 田原市       | 日本     |
| 馆林市       | 日本     |
| 赫鲁特方丹   | 纳米比亚 |
| 南艾尔蒙地   | 美国     |
| 群山市       |          |
| 济州市       |          |
| 彭里斯       |          |
| 巴拉瑞特     |          |
| 黑金市       | 巴西     |